# Orchestre philharmonique du Nouveau Monde
 (janvier 2024).
L'Orchestre philharmonique du Nouveau Monde (anciennement nommé Orchestre symphonique de Mont-Royal) est un orchestre québécois de musique classique, fondé en 1987, à la suite des célébrations entourant le 75e anniversaire de la ville de Mont-Royal, dans l'arrondissement de Montréal.

## Historique
Michel Brousseau, alors jeune chef d'orchestre, fait ses débuts en 1994, à titre de chef invité, auprès de cette formation, dont il devient directeur artistique et chef principal en 1998.
Originaire des Laurentides, Michel Brousseau, dès sa prise de fonctions en 1998, met en œuvre une collaboration avec la ville de Saint-Jérôme, située à environ 45 km au nord-ouest de Montréal, permettant ainsi à l'Orchestre symphonique de Mont-Royal, et à son chœur, de présenter sa saison musicale autant à Montréal que dans la région des Laurentides. 
En 1999, l'orchestre s'établit de façon permanente dans les Laurentides et adopte alors le nom d' « Orchestre philharmonique du Nouveau Monde. »